# Hickelia madagascariensis
Hickelia madagascariensis är en gräsart som beskrevs av Aimée Antoinette Camus. Hickelia madagascariensis ingår i släktet Hickelia och familjen gräs. Inga underarter finns listade i Catalogue of Life.